# 末日之後
《末日之後》（英語：Survivors）是一套BBC製作的電視劇，根據一套同名的小說改編而成。本劇講述當全世界因為一種流感病毒蔓延而令全世界人口近乎滅絕。在這個劫後餘生，體制崩壞的時代，一班人可以爭扎求存。根據這套劇的監製所提及，這套劇並非BBC在1970年代後期的同名電視劇的重拍製作，但兩者亦同時是改編自Terry Nation的小說。
本劇的第一輯於2008年11月到12月於BBC One及BBC高清台播放，而第二輯於2010年1月到2月播放，但未有播完整輯。2010年4月13日，BBC對外表示，劇集被腰斬是由於收視不理想。曾經於香港無綫電視明珠台播映。

## 外部連結
- 電視劇的相關Wikia （页面存档备份，存于）
- 互联网电影数据库（IMDb）上《Survivors》的资料（英文）
- Study: Themes of Survivors
- MOD 大滅絕